# Platypalpus verbekei
Platypalpus verbekei är en tvåvingeart som beskrevs av Patrick Grootaert och Chvala 1992. Platypalpus verbekei ingår i släktet Platypalpus och familjen puckeldansflugor.
Artens utbredningsområde är Frankrike. Inga underarter finns listade i Catalogue of Life.